# 将相和
将相和出自司馬遷《史記·廉頗藺相如列傳》。

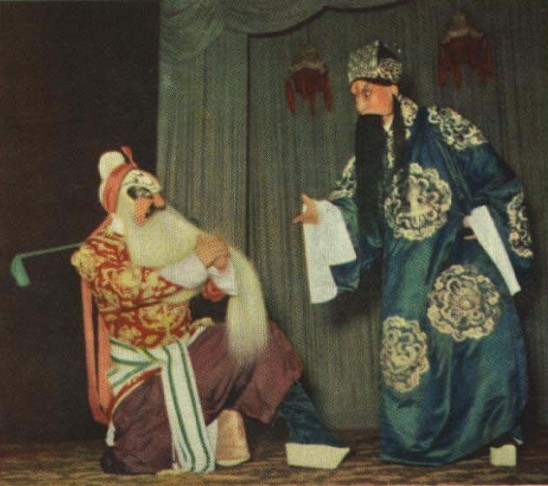
1950年9月的《人民画报》，京剧《将相和》中廉颇向蔺相如负荆请罪。

渑池之会后，赵国大将廉颇不满蔺相如位居自己之上，想要羞辱蔺相如。蔺相如处处回避廉颇。廉颇得知蔺相如相忍为国，于是向蔺相如负荊请罪，从此将相和解，同心辅佐赵惠文王，对抗强大的秦国。后来形容文武大臣不结私怨，一心为国。

## 相关作品
- 司馬遷原作《史記廉頗藺相如列傳》（節錄）被選為香港中學會考中國語文課的範文，而廣為香港人認識。
- 中国小学语文教科书和新加坡的小学五年级高级华文课本将完璧归赵、澠池之會、負荊請罪三个故事合编为课文《将相和》
- 京剧《将相和》1950年，翁偶虹、王颉竹在京剧旧本《完璧归赵》、《渑池会》、《负荆请罪》的基础上改编而成。著名演员裘盛戎（饰演廉颇）、谭富英（饰演蔺相如）曾经演绎《将相和》。